# Чижево (Любуське воєводство)
Чижево (пол. Czyżewo) — село в Польщі, у гміні Стшельці-Краєнські Стшелецько-Дрезденецького повіту Любуського воєводства.
Населення — 100 осіб (2011).
У 1975-1998 роках село належало до Гожовського воєводства.

## Демографія
Демографічна структура станом на 31 березня 2011 року:
|          | Загалом | Допрацездатний вік | Працездатний вік | Постпрацездатний вік |
| -------- | ------- | ------------------ | ---------------- | -------------------- |
| Чоловіки | 48      | 13                 | 31               | 4                    |
| Жінки    | 52      | 8                  | 29               | 15                   |
| Разом    | 100     | 21                 | 60               | 19                   |